# Linke Rheinstrecke
De Linke Rheinstrecke is de spoorlijn tussen de Duitse plaatsen Keulen en Mainz, ten westen van de rivier de Rijn. De naam betekent Linker Rijntracé.
De lijn bestaat uit twee gedeelten:
- DB 2630, spoorlijn tussen Köln Hauptbahnhof en Bingen Hauptbahnhof
- DB 3510, spoorlijn tussen Bingen Hauptbahnhof en Mainz Hauptbahnhof

## Afbeeldingen

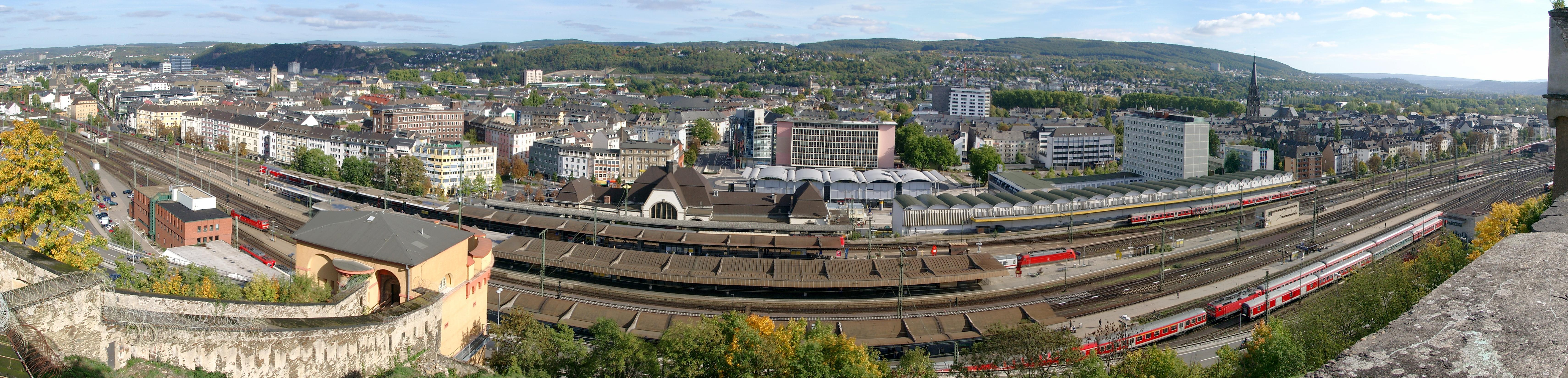
Koblenz Hauptbahnhof
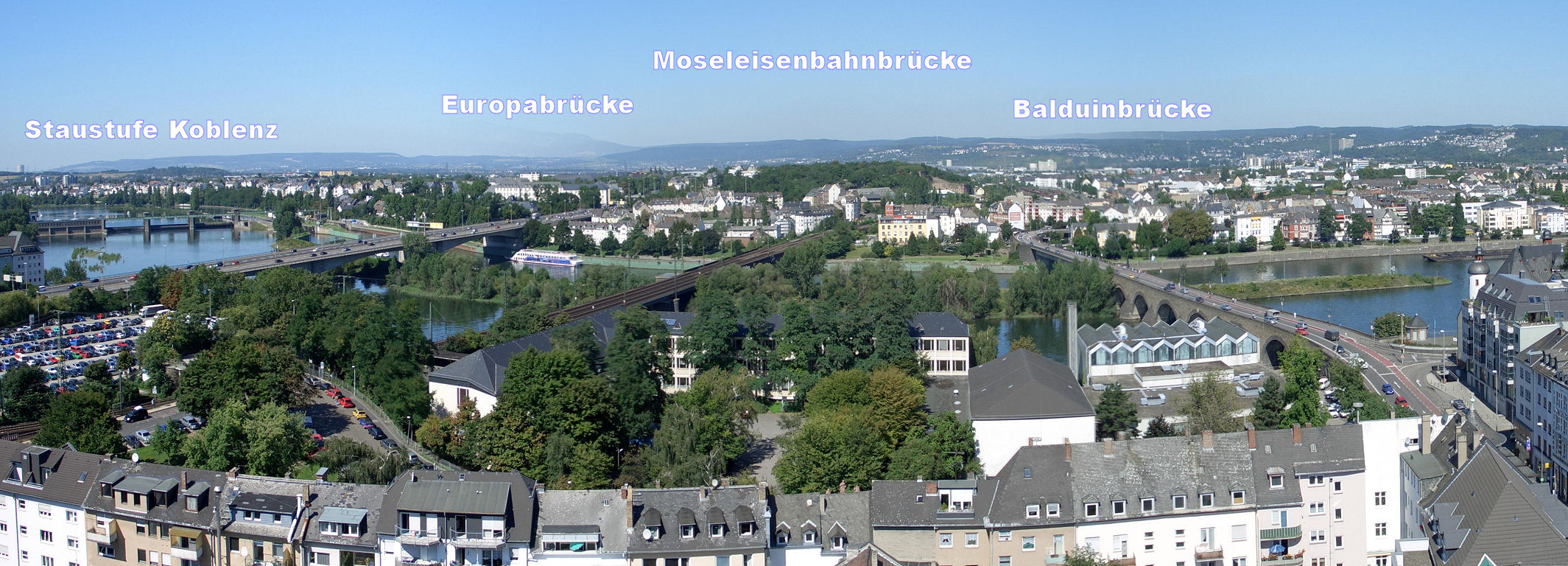
Bruggen over de Moezel in Koblenz
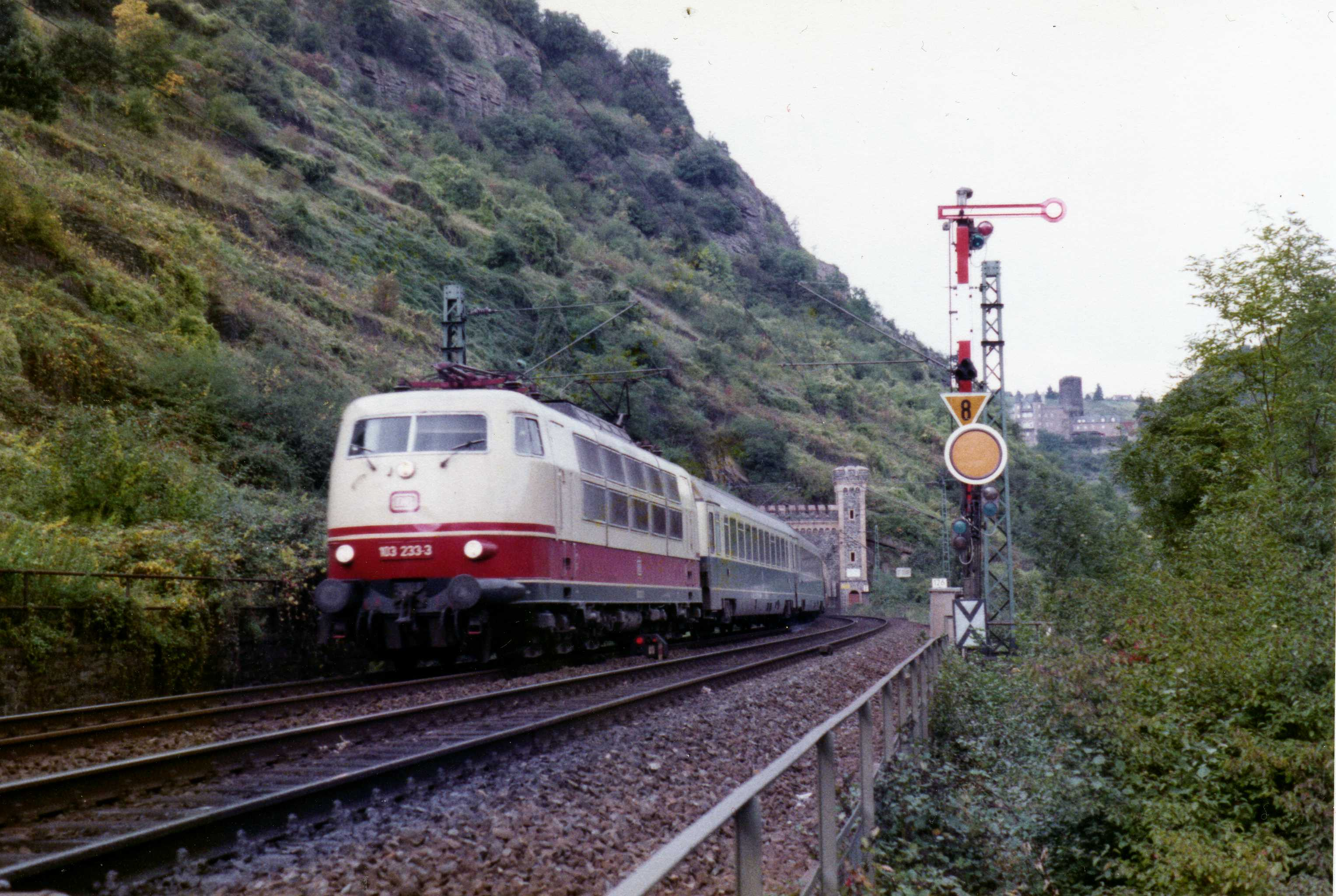
IC "Senator" Hamburg-München ter hoogte van Sankt Goar, 1984